# 검은 늪지대의 생명체
검은 늪지대의 생명체(Creature from the Black Lagoon)는 유니버설 픽처스의 1954년 미국 흑백 괴물 공포 영화로,  리차드 칼슨, 줄리아 애덤스, 리차드 데닝, 안토니오 모레노 등이 출연하고 잭 아놀드(Jack Arnold)가 감독을 맡았다.
한국에서는 "검은 산호초의 괴물"로 알려진 영화이다. 2편 이후로는 영화상의 주인공은 길맨(Gill-man,아가미인간)으로 불리는 반물고기 반인간의 생명체이다.

## 에피소드
1941년 시민 케인( Citizen Kane )영화촬영 당시 저녁미팅때 만난 멕시코 영화감독 가브리엘 피구에로아(Gabriel Figueroa)가 아마존강에 있는 반물고기 반인간(반어인,半漁人)의 종족에 대한 신화에 대해 이야기했을 때 제작자 윌리엄 앨런드(William Alland)는 "미녀와 야수"로부터 염감을 받아 10년 후 "바다괴물(The Sea Monster)"이라는 제목의 스토리를 썼다. 1952년 12월 모리스 짐(Maurice Zimm)은  이를 해리 에섹스 (Harry Essex)와 아서 로스(Arthur Ross)가 "검은 늪지대"(The Black Lagoon)로 다시 쓰도록 했다.

## 출연

### 주연
- 리차드 칼슨
- 줄리 애덤스

### 조연
- 리처드 데닝
- 안토니오 모레노
- 네스토 파이바
- 윗 비셀
- 베니 고지어
- 헨리 A. 에스칼런트

## 기타
- 미술: 힐야드 M. 브라운
- 미술: 버나드 헤즈브런
- 의상: 로즈마리 오델

## 3부작 시놉시스
아마존에서의 지질 탐험은 육지와 바다 동물 사이의 직접적인 연결을 알려주는 데본기시대의 화석화된 증거를 발견하게 되고,
계속되는 탐사에서 탐사원정대와  자신의 터전을 위협받는 "길맨(Gill-man)"과의 갈등을 그린 영화이다.
이 영화의 성공으로 속편이자 클린트 이스트우드의 스크린 데뷔작이기도한 "생명체의 복수"(Revenge of the Creature,1955)가 제작되었다. 여기서 길맨(Gill-man)은 끝내 사로잡혀 플로리다의 해양수족관(Marineland of Florida)으로 끌려가 과학자들에 의해 연구대상이 된다.
제3편 "우리 가운데서 걷는 생명체"(The Creature Walks Among Us,1956)에서는 길맨(Gill-man)은 바다나 강과 같은 자연이 아닌 인간과 함께 지상에서 살아가게끔 신체를 억지로 개조수술을 당한다.
자연의 일부인 인간과 자연을 거부하는 인간,  자연에대한 인간 내면의 갈등을 대조적으로  보여주려고 시도하는 것을 이 영화의 맥락으로 볼 수 있다.
다른 유니버설 몬스터계열의 영화중 하나이다.

## 같이 보기
- 미녀와 야수
- 타잔
- 정글북

## 참고
- http://www.cine21.com/movie/info/?movie_id=6935